# Slow Decay
Slow Decay è il decimo album in studio del gruppo musicale statunitense The Acacia Strain, pubblicato nel 2020.

## Tracce
1. Feed a Pigeon, Breed a Rat – 3:39
2. Crippling Poison – 2:34
3. Seeing God (featuring Aaron Heard) – 2:48
4. Solace and Serenity – 4:37
5. The Lucid Dream (featuring Jess Nyx) – 4:05
6. I Breathed in the Smoke Deeply, It Tasted like Death and I Smiled (featuring Zach Hatfield) – 4:44
7. Crossgates – 1:08
8. Inverted Person – 3:23
9. Chinnamasta – 3:50
10. One Thousand Painful Stings (featuring Courtney LaPlante) – 4:29
11. Birds of Paradise, Birds of Prey – 3:46
12. Earth Will Become Death – 3:57

## Formazione
- Vincent Bennett – voce
- Kevin Boutot – batteria
- Devin Shidaker – chitarra, programmazione, cori
- Tom Smith, Jr. – chitarra, cori
- Griffin Landa – basso